# Riffian
Riffian (italià Rifiano) és un municipi italià, dins de la província autònoma de Tirol del Sud. És un dels municipis del districte de Burggrafenamt. L'any 2007 tenia 1.228 habitants. Comprèn les fraccions de Magdfeld i Vernuer (Vernurio) Limita amb els municipis de Kuens, Moos in Passeier, St. Leonhard in Passeier, St. Martin in Passeier, Schenna, i Tirol.

## Situació lingüística
| Pertinença lingüística (cens 2001) | 98,92% alemany |
| Pertinença lingüística (cens 2001) | 1,08% italià   |
| Pertinença lingüística (cens 2001) | 0,00% ladí     |

## Administració

Territori comunal

| Període | Identitat   | Partit |
| ------- | ----------- | ------ |
| 2004-   | Karl Werner | SVP    |